# Markus Höner
Markus Höner (* 8. Dezember 1975 in Beckum) ist ein deutscher Politiker (CDU) und seit 2022 Mitglied des Landtages von Nordrhein-Westfalen.

## Leben und Beruf
Höner besuchte die Grundschule in Vellern und die Realschule in Beckum. Danach machte er eine Berufsausbildung zum Landwirt und besuchte die Landwirtschaftliche Fachschule Warendorf und die Höhere Landbauschule Soest. Dies schloss er als staatlich geprüfter Landwirt ab. Er arbeitete 15 Jahre lang unter anderem als Geschäftsführer im Energievertrieb eines Maschinenrings. Seit 2000 ist er selbstständiger Landwirt und bewirtschaftet mit seiner Familie den landwirtschaftlichen Familienbetrieb.

## Politische Tätigkeit
Höner ist seit 2000 Mitglied der CDU. Seit 2014 ist er Mitglied des Stadtrates Beckum und seit 2017 Vorsitzender der CDU-Fraktion. Er ist Mitglied des CDU-Bezirksvorstands und Stadtverbandsvorsitzender in Beckum. Zudem ist er Vorsitzender des CDU-Kreisverbandes Warendorf-Beckum. In Nordrhein-Westfalen ist er Landesvorsitzender des Agrarausschusses seiner Partei und kooptiertes Mitglied im CDU-Landesvorstand. Bei der CDU Deutschland ist er ständiger Gast des Bundesfachausschusses Umwelt und Landwirtschaft.
Bei der Landtagswahl in Nordrhein-Westfalen 2022 befand er sich auf Platz 45 der Landesliste der CDU Nordrhein-Westfalen. Im Wahlkreis Warendorf II gewann er mit 45,5 % der Erststimmen das Direktmandat und zog damit in den Landtag ein.

## Politische Positionen
Höner legt seinen Schwerpunkt auf Agrarpolitik.

## Privates
Höner lebt in Beckum, ist verheiratet und Vater von drei Töchtern.